# Aimé Argand

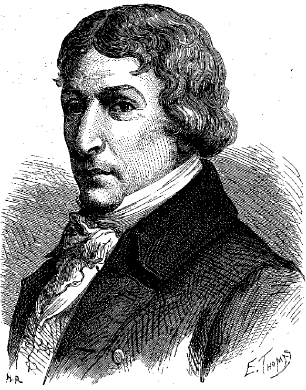
Aimé Argand

François Pierre Ami Argand, född 5 juli 1750 i Genève, Schweiz, död 14 oktober 1803 i London, var en schweizisk lampfabrikant.

## Biografi
Argand var det nionde av tio barn till en urmakare, som tänkte att han skulle komma in i prästerskapet. Han var dock mera lämpad för vetenskap och blev elev till den kände botanikern och meteorologen Horace-Bénédict de Saussure. Han publicerade efter 20-årsåldern flera vetenskapliga artiklar inom meteorologiska ämnen i Paris. Han studerade också kemi och utvecklade idéer om att förbättra destillationen av vin till brandy och byggde tillsammans med sin bror framgångsrikt ett stort destilleri. 

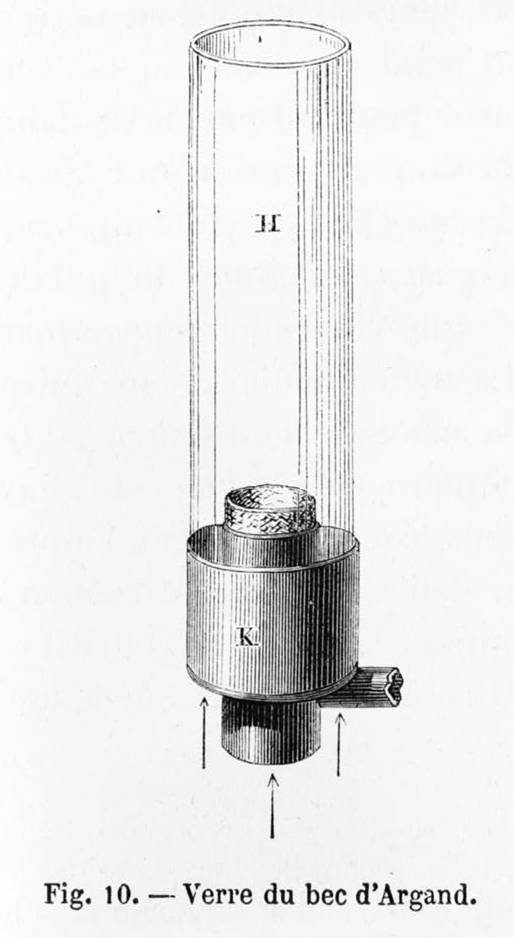
Argandlampan. Illustrationen visas i boken Les meirvelles de la science (1867-1869) av Louis Figuier.

Argand var uppfinnare och gjorde sig bemärkt inom belysningstekniken med av de efter honom uppkallade argandbrännarna samt den argandska lamporna. Utmärkande för denna var, att lampveken gjorde cylindrisk och stängdes in mellan två koncentriska rör. Innerröret hade till uppgift att leda fram en del av förbränningsluften, varigenom ljusstyrkan ökade och rökutveckling kunde undvikas. Argand utformade härvid det tidigare lampglaset på ett tekniskt riktigare sätt än tidigare konstruktörer gjort.
Argand konstruerade även en rökförbränningsapparat, den så kallade Argands eldbro, avsedd att möjliggöra rökfri förbränning så inrättad, att sekundärluft kan släppas in till de avgående heta rökgaserna direkt bakom eldstadens bakkant.